# Pykrete
 (octobre 2008).
Si vous disposez d'ouvrages ou d'articles de référence ou si vous connaissez des sites web de qualité traitant du thème abordé ici, merci de compléter l'article en donnant les références utiles à sa vérifiabilité et en les liant à la section « Notes et références ».

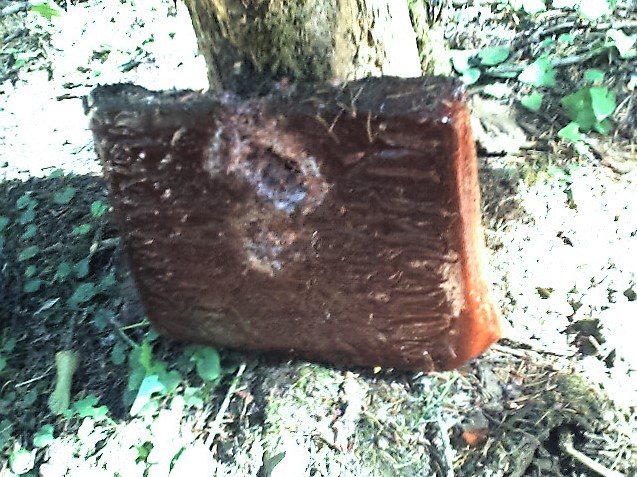
Un morceau de pykrete (rouge)

Le pykrete est un matériau composé d'environ 86 % de glace et 14 % de pâte de bois. Il possède de nombreuses qualités, comme sa résistance et sa faible conductivité thermique.
Le nom est un mot valise composé de Pyke et concrete (béton). Geoffrey Pyke (1893-1948) est celui qui avait proposé ce matériau, inventé par Herman Mark et Max Perrutz, durant la Seconde Guerre mondiale pour construire un gigantesque porte-avions qui aurait stationné au milieu de l'Atlantique pour contrer les sous-marins allemands (projet Habakkuk).